# Hyposmocoma quadripunctata
Hyposmocoma quadripunctata là một loài bướm đêm thuộc họ Cosmopterigidae. Nó là loài đặc hữu của Kauai.